# Xã Hoosier, Quận Kingman, Kansas
Xã Hoosier (tiếng Anh: Hoosier Township) là một xã thuộc quận Kingman, tiểu bang Kansas, Hoa Kỳ. Năm 2010, dân số của xã này là 149 người.